# (2830) Greenwich
(2830) Greenwich (1980 GA) – planetoida z pasa głównego asteroid okrążająca Słońce w ciągu 3,67 lat w średniej odległości 2,38 j.a. Została odkryta 14 kwietnia 1980 roku w Lowell Observatory przez Edwarda Bowella. Nazwa planetoidy została nadana na cześć Królewskiego Obserwatorium Astronomicznego w Greenwich.